# Crostau
Crostau (obersorbisch Chróstawaⓘ) ist ein Ort im Landkreis Bautzen und liegt inmitten des Oberlausitzer Berglandes am südwestlichen Zipfel zum Landkreis Görlitz. Er war bis zum 31. Dezember 2010 eine selbstständige Gemeinde und gehört seitdem zur Stadt Schirgiswalde-Kirschau.
Der Ortsname ist – wie bei Crostwitz – vom altsorbischen Wort chróst für „Gebüsch“ abgeleitet (vgl. obersorbisch chrósćina = Gestrüpp, Buschwerk).

## Geographie

### Geographische Lage
Crostau ist ein klassisches Gebirgsdorf. Es erstreckt sich auf einer Höhenlage von 245 m bis 380 m. Umrahmt wird es von mehreren Bergen des Oberlausitzer Berglandes: den Kälbersteinen (487 m), dem Potsberg (448 m), dem Wolfsberg (347 m), dem Horken (307 m) und dem Callenberger Berg (360 m). Verschiedene Anhöhen tragen ebenfalls eigene Namen, so zum Beispiel die „Isabella“ am Fuße der Kälbersteine.
Der Ort Crostau unterteilt sich in Niedercrostau um die ehemalige Wasserburg Kroste und Obercrostau mit dem Dorfplatz am ehemaligen Rittergut und der Crostauer Kirche.

### Ortsgliederung
Crostau hat folgende Ortsteile:
- Callenberg (obersorbisch Chemberk), 547 Einwohner
- Carlsberg, 131 Ew.
- Crostau (Chróstawa), 631 Ew.
- Halbendorf (Wbohow), 135 Ew.
- Wurbis (Wjerbjež), 153 Ew.[Anm 1]

## Geschichte

### Ortsgeschichte
Crostau und seine Ortsteile liegen auf altem Siedelland, auch wenn die Region bei weitem nicht so lange besiedelt ist, wie das Oberlausitzer Gefilde um die relativ nah gelegene Stadt Bautzen. In Niedercrostau siedelten die sorbischen Milzener wahrscheinlich bereits um 800 n. Chr.
Mit der deutschen Landnahme im 10. bis 12. Jahrhundert wurde eine ältere Befestigung zu einer kleinen Wasserburg, der „Kroste“ ausgebaut. Diese diente vermutlich zunächst dem Schutz kleinerer Handelswege, entwickelte sich aber wahrscheinlich bald zu einem „Raubritternest“. 1352 soll sie vom Oberlausitzer Sechsstädtebund zerstört worden sein. Manchmal wird dieses Jahr deshalb als Ersterwähnungsjahr des Ortes bezeichnet. Der Ort an sich wurde aber erstmals 1419 urkundlich erwähnt. Außer Carlsberg, welches erstmals 1798 urkundlich belegt ist, entstanden die anderen Ortsteile etwa zur selben Zeit wie Crostau.
Viele Jahrhunderte lang war Crostau Sitz verschiedener alter Adelsgeschlechter unter anderem derer von Rechenberg. Es kam im Erbgang, zusammen mit Numsdorf und Rodewitz, an Eva Katharina von Seydlitz (ca. 1640–1675), die mit Christian Wilhelm von Watzdorf, Herr auf Birkenheide (1636–1690) verheiratet war.
1869 entstand an der Stelle eines Vorgängerbaues die Kirche zu Crostau mit ihrer bedeutenden Silbermann-Orgel.
Bis 1934 waren alle Ortsteile selbstständige Gemeinden. Halbendorf kam erst 1972 zum Gemeindeverband.
Zum Ende des Jahres 2010 verlor Crostau seine Eigenständigkeit als Gemeinde und wurde mit der Gemeinde Kirschau und der Stadt Schirgiswalde zur Stadt Schirgiswalde-Kirschau verbunden.

### Religionen
Crostau ist traditionell ein evangelisch geprägter Ort. Die Kirchgemeinde Crostau betreute lange Zeit auch die evangelische Bevölkerung im nahegelegenen katholisch geprägten Schirgiswalde mit, bis dieses eine eigene protestantische Kirche erbaute. Momentan (2005) arbeiten die evangelischen Kirchgemeinden von Crostau, Kirschau und Schirgiswalde sehr eng zusammen und haben nur einen Pfarrer (den aus Crostau), dem verschiedene Pfarrer im Ruhestand gelegentlich bei den drei Gottesdiensten am Sonntag aushelfen. Viele Bürger in Crostau bekennen sich auch zu keiner Religion. Etwa die Hälfte der Bevölkerung (ca. 900) gehören zur Kirchgemeinde Crostau.

### Einwohnerentwicklung
Crostau musste seit der Wende Bevölkerungsverluste hinnehmen, die aber deutlich unter denen der Verluste der größeren Städte der Oberlausitz lagen. Als problematisch könnte sich allerdings die zunehmende Überalterung der Einwohner erweisen.

## Politik
Die Gemeinde Crostau bildete bis 2010 zusammen mit der Stadt Schirgiswalde und der Gemeinde Kirschau eine Verwaltungsgemeinschaft. Seit der Wende war die CDU durchgängig die deutlich stärkste Partei. Zum 1. Januar 2011 vereinigten sich die drei Gemeinden freiwillig.

## Kultur und Sehenswürdigkeiten

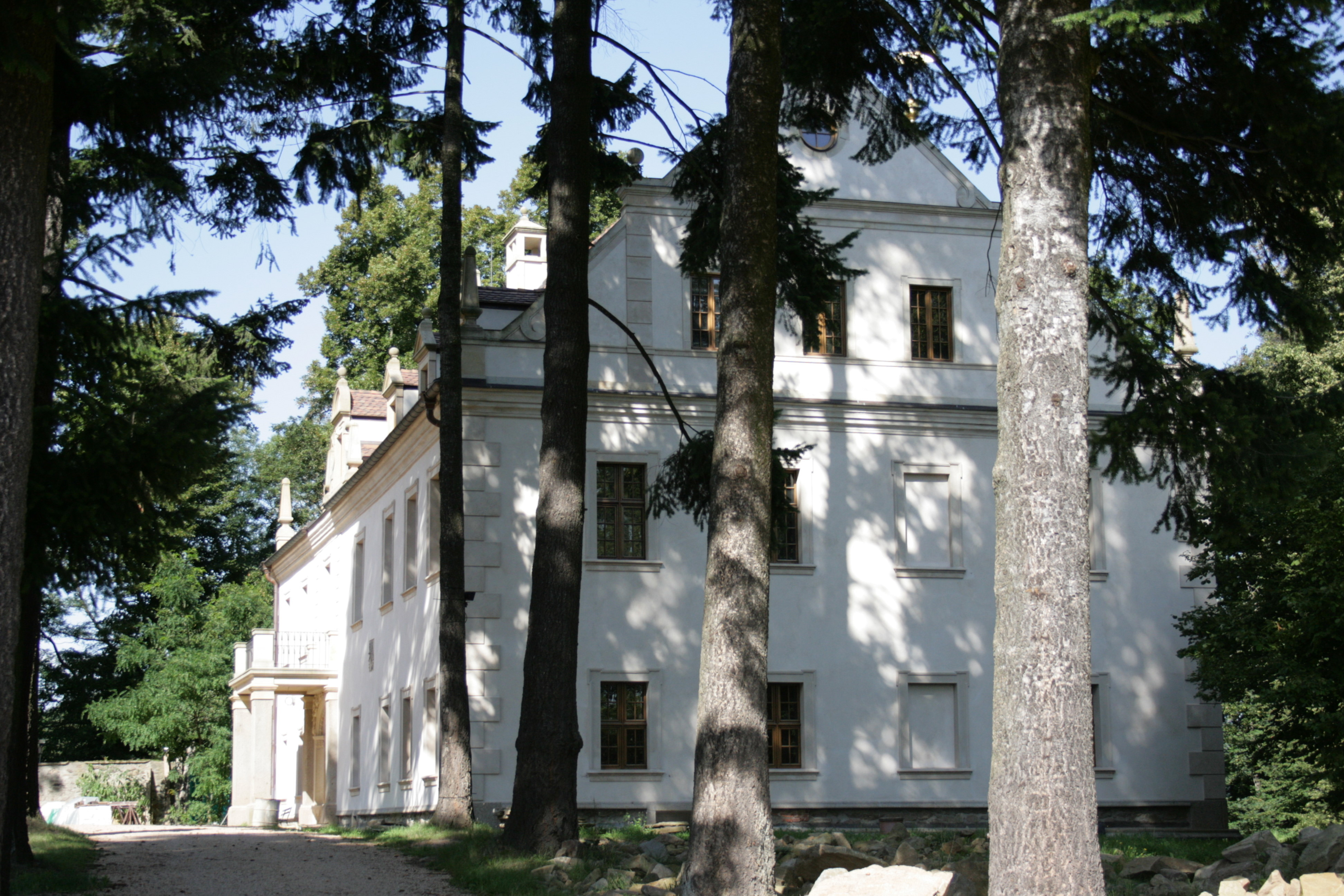
Das Schloss in Crostau

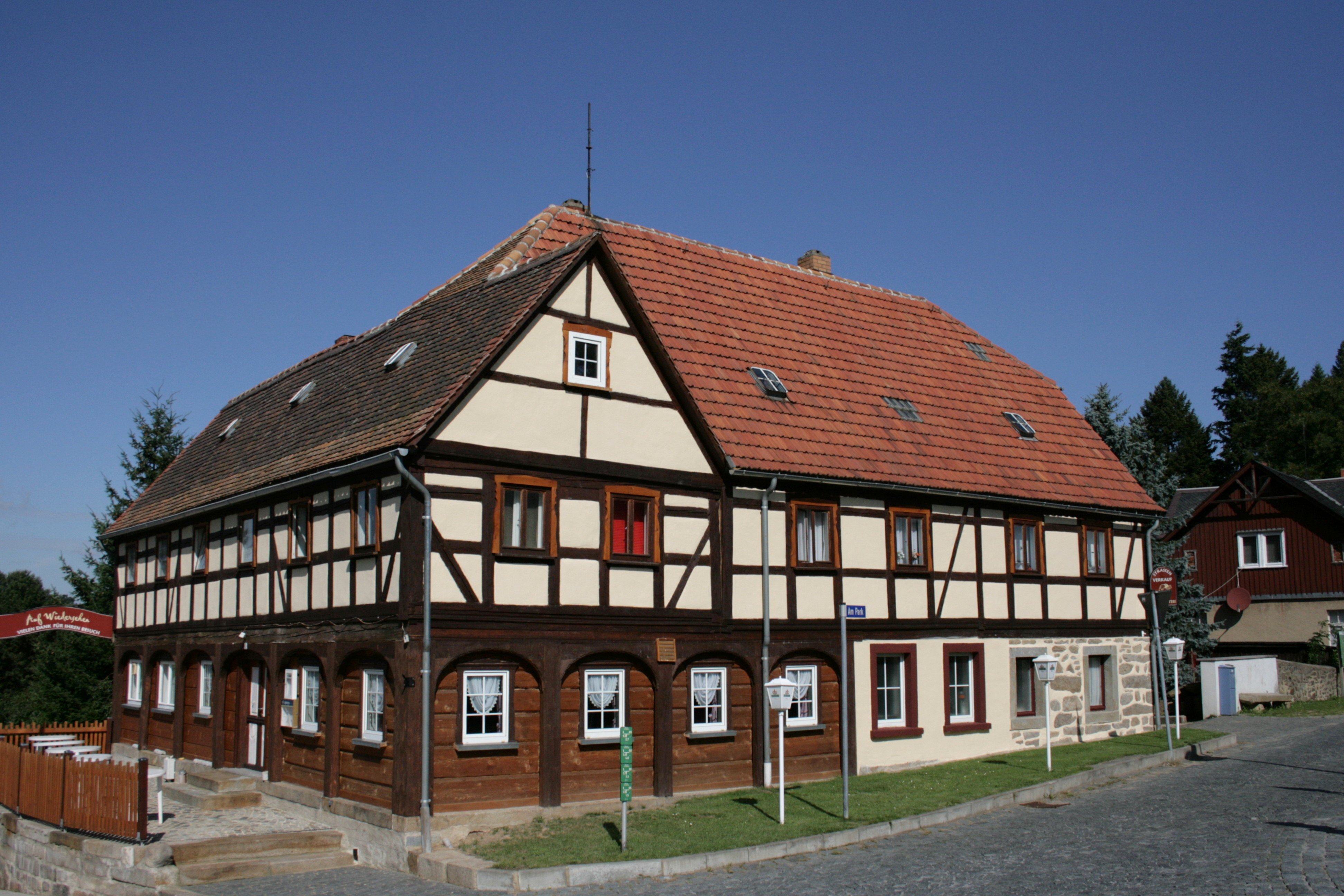
Typisches Umgebindehaus, Am Park

### Museen
Ein sehr kleines Dorfmuseum im Ernst Bursche Haus.

### Bauwerke

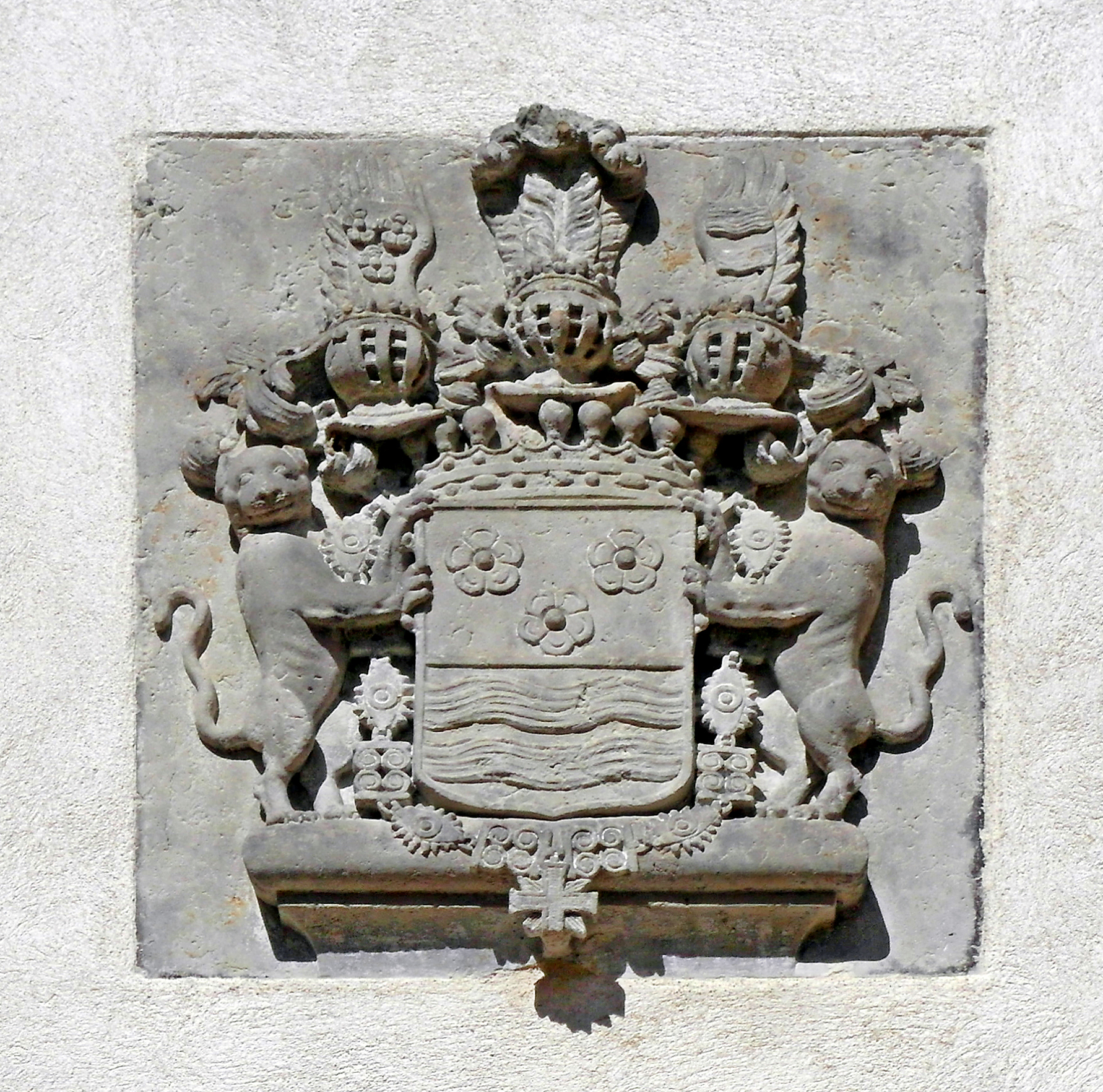
Schloss Crostau, Wappen des Grafen Andreas von Riaucour

- Die Kirche zu Crostau mit ihrer Gottfried-Silbermann-Orgel.[2][3]
- Wasserburg Kroste (nicht mehr erkennbar)
- Umgebindehäuser
- Das ehemalige Schloss (zu DDR-Zeiten ein Krankenhaus) ist von einem 3,5 Hektar großen Park mit uralten Bäumen umgeben und wird zurzeit hergerichtet. Daneben befinden sich noch einige alte Gebäude des ehemaligen Rittergutes.

## Wirtschaft
Crostau wirbt damit, dass es „abseits belebter Straßen“ liegt und im Prinzip ohne Industrie ist. Außerdem ist es interessant in das Oberlausitzer Bergland eingebettet und gut an das Wanderwegenetz angeschlossen. Dies sind ideale Bedingungen für den Erholungstourismus abseits von touristischen Hochburgen. Es gibt etwa 70 Gästebetten im Ort.
Die Crostauer Kirche wird regelmäßig als kurzer Ausflug in Busreiseprogramme durch die Oberlausitz aufgenommen.
Im Dorf gibt es verschiedene kleine Handwerksunternehmen. Im Allgemeinen pendeln die Bewohner aber ins nahegelegene Schirgiswalde oder nach Bautzen.
Die Tradition der Bauernhöfe im Dorf ist so gut wie ausgestorben. Im Vergleich zu den Gebieten des Oberlausitzer Gefildes waren und sind die Erträge geringer. Früher luden sich die Bauern regelmäßig zu Feiern ein. Zurzeit gibt es nur noch einen einzigen Bauern (einige ehemalige Bauern betreiben nebenbei noch geringfügig Landwirtschaft).

## Bildung
In Crostau gibt es eine Weiterbildungsakademie für Führungskräfte der Wirtschaft, jedoch keine Einrichtungen des ersten Bildungsweges. Die Grundschule Crostau wurde 2002 geschlossen.

## Persönlichkeiten
- Christian Heinrich von Watzdorf (1698–1747), sächsischer Hofbeamter
- Ernst Bursche (1907–1989), Maler
- Reiner Goldberg (1939–2023), Opernsänger
- Ines Keller (* 1964), Ethnologin
- Falk Roscher (* 1944), Jurist